# Picola renei
Picola renei är en plattmaskart som beskrevs av Johannes G. Achatz och Hooge 2006. Picola renei ingår i släktet Picola och familjen Convolutidae. Inga underarter finns listade i Catalogue of Life.